# Rubus wittigianus
Rubus wittigianus es una especie de planta del género Rubus, perteneciente a la familia Rosaceae.

## Taxonomía
Rubus wittigianus fue descrita por H. E. Weber en 2002.

## Distribución
Se encuentra en el territorio de Alemania.